# Мюріел Керр
Мюріел Керр (англ. Muriel Kerr ; 18 січня 1911, Реджайна — 18 вересня 1963, Лос-Анджелес) — канадська піаністка .

## Життєпис та творчість
Концертувала із семирічного віку. Навчалася в Торонто у Пола Веллса, в Чикаго у Олександра Рааба, потім займалася також під керівництвом Персі Грейнджера та Ернеста Хатчесона в Джульярдській школі. 1928 року разом із Садою Шухарі дебютувала у Карнегі-холі в рамках проекту підтримки молодих музикантів, присвяченого пам'яті Франца Шуберта, — виконавши Концерт № 2 Сергія Рахманінова з Нью-Йоркським філармонічним оркестром під управлінням Віллема Менгельберга.). Багато та часто гастролювала США та Канадою, в 1948 році зробила перше європейське турне. У 1942—1949 рр. викладала у Джульярдській школі, з 1955 р. в Університеті Південної Каліфорнії. Одночасно 1957 року очолила музичне відділення приватної школи Пунахоу в Гонолулу, заснувала тут щорічний фестиваль сучасної музики та мистецтва. Записала альбом творів Роберта Шумана та Пауля Хіндеміта.